# Khunga
Khunga (en népalais : खुंगा) est un comité de développement villageois du Népal situé dans le district de Baglung. Au recensement de 2011, il comptait 3 673 habitants.